# Diócesis de Viviers
La diócesis de Viviers (en latín: Dioecesis Vivariensis y en francés: Diocèse de Viviers) es una circunscripción eclesiástica de la Iglesia católica en Francia. Se trata de una diócesis latina, sufragánea de la arquidiócesis de Lyon. Desde el 13 de marzo de 2024 su obispo es Hervé Giraud.

## Territorio y organización

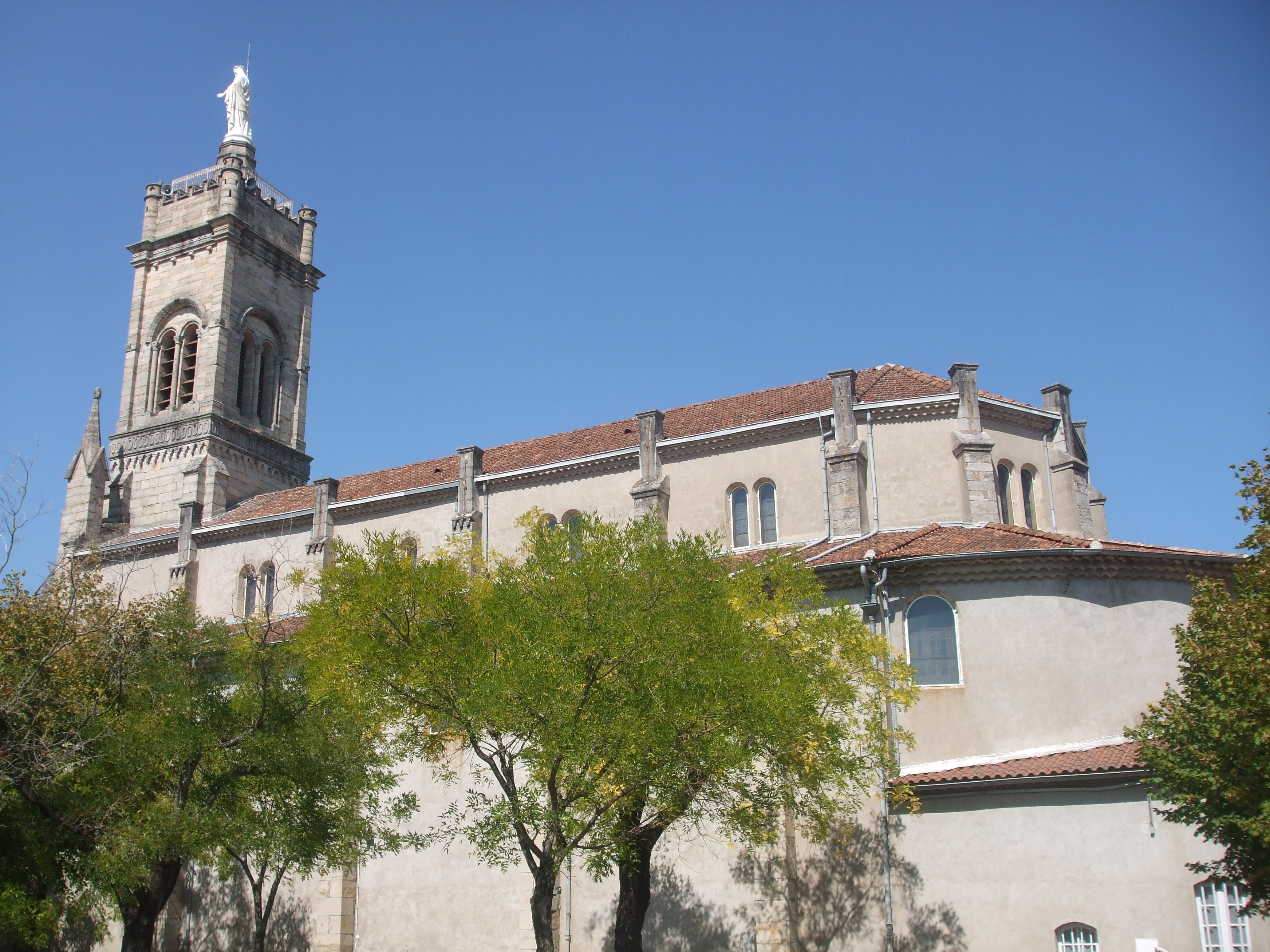
Basílica de Nuestra Señora del Buen Socorro, en Lablachère

La diócesis tiene 5556 km² y extiende su jurisdicción sobre los fieles católicos de rito latino residentes en el departamento de Ardèche en la región de Auvernia-Ródano-Alpes.

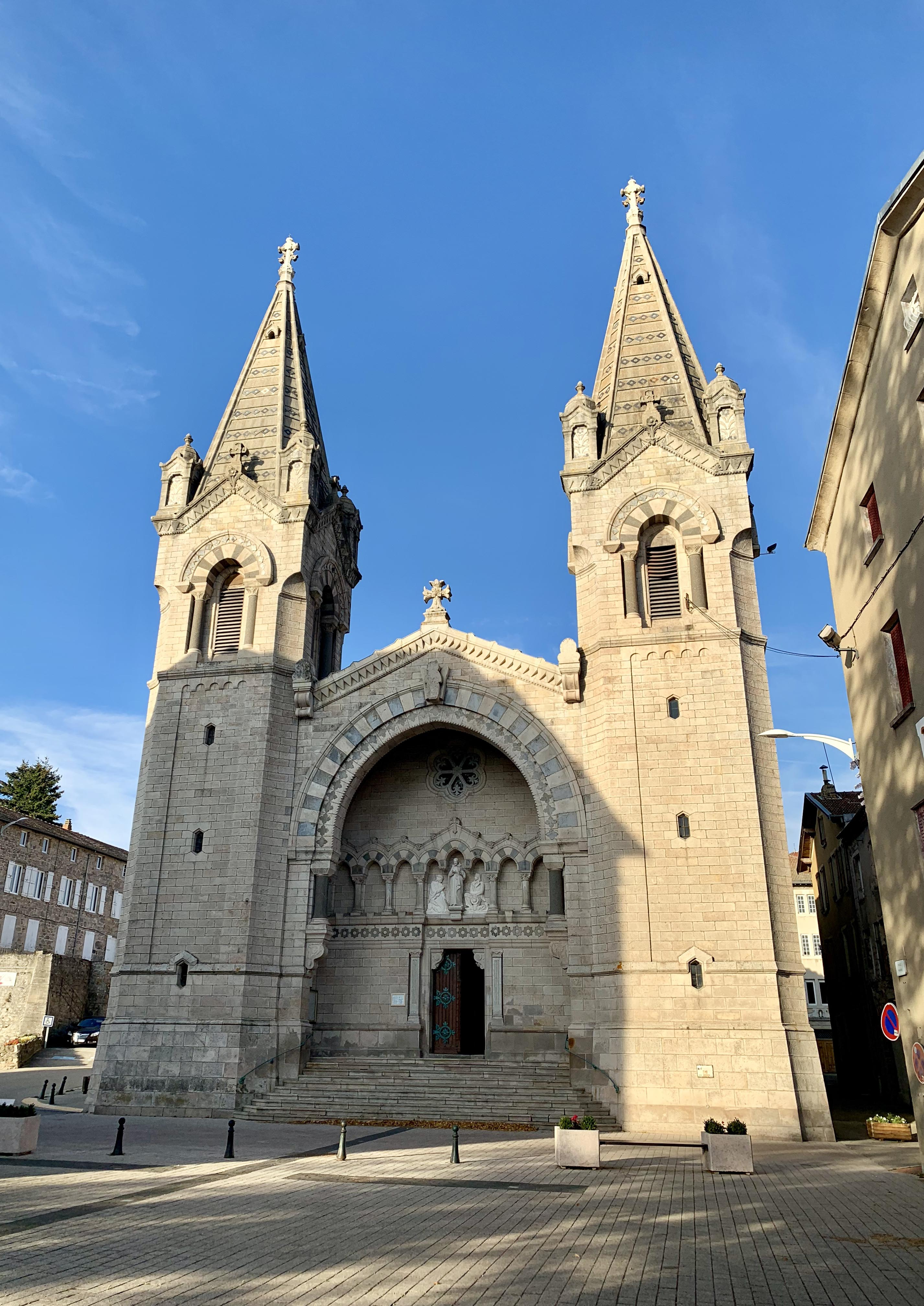
Basílica de Juan Francisco Régis, en Lalouvesc

La sede de la diócesis se encuentra en la ciudad de Viviers, en donde se halla la Catedral de San Vicente. En Lablachère se encuentra la basílica de Nuestra Señora del Buen Socorro y en Lalouvesc la de Juan Francisco Régis.
En 2022 en la diócesis existían 23 parroquias agrupadas en seis sectores pastorales, que constituyen tres zonas pastorales:
- Saint-Andéol d'Ardèche,
- Charles-de-Foucauld-Viviers/ Le Teil,
- Saint-François d'Ouvèze-Payre,
- Saint-Jean du Pays de Privas,
- Saint-Michel du Rhône,
- Saint-Pierre de Crussol,
- Saint-Luc des Coteaux et de Tournon,
- Sainte-Croix du Rhône,
- Saint-Christophe lès Annonay,
- Sainte-Claire d'Annonay-Vocance,
- Saint-François-Régis (Ay et Daronne),
- Saint-Agrève en Vivarais,
- Saint-Basile entre Doux et Dunière,
- Notre-Dame des Boutières,
- Sacré-Cœur en Val d'Eyrieux,
- Notre-Dame de la Montagne,
- Saint-Roch en Pays de Vals,
- Bienheureuse-Marie-Rivier en Val d'Ardèche,
- Saint-Benoît d'Aubenas,
- Sainte-Marie de Berg et Coiron,
- Saint-Joseph au Pays de Ligne,
- Sainte-Thérèse des Cévennes,
- Saints-Pierre-et-Paul de Païolive,
- Saint-Martin du Sampzon.

Lugares de culto
En Viviers:
- Catedral de Saint-Vincent,
- Hotel de Roqueplane (sede episcopal),
- Casa diocesana Charles de Foucauld.

En otro lugar en el diócesis: 
- Annonay: casa diocesana "Foyer Saint-Charles",
- Lablachère: basílica de Notre-Dame-de-Bon-Secours,
- Lalouvesc: basílica de Saint-Régis y capilla de Sainte-Thérèse-Couderc,
- Saint-Laurent-les-Bains: abadía de Notre-Dame-des-Neiges,
- Saint-Péray: casa diocesana de Beauregard,
- Saint-Romain-d'Ay: santuario de Notre-Dame d'Ay.

## Historia
Según la tradición, el territorio del actual departamento de Ardèche fue evangelizado por un grupo de misioneros, enviados a la Galia por Policarpo de Esmirna, entre los que destacaba el subdiácono san Andéolo, recordado en el Martirologio romano del 1 de mayo; los misioneros sufrieron el martirio en la época del emperador Septimio Severo (finales del siglo II-principios del III).
La diócesis fue fundada en el siglo IV. La primera sede episcopal fue la ciudad de Alba Helviorum, correspondiente a la actual Alba-la-Romaine. Las fuentes recuerdan a Januarius como el primer obispo. Cuando los bárbaros arrasaron Alba hacia el 475, los obispos trasladaron su sede a la ciudad de Viviers, presumiblemente en la segunda mitad del siglo V. El primer obispo documentado con certeza es san Venancio, que participó en el Concilio de Epaon en el año 517.
Originalmente la diócesis era sufragánea de la arquidiócesis de Arlés, según lo establecido por una decretal del papa Zósimo (417-418), confirmada por León I el Magno en 450. La situación se mantuvo sin cambios hasta la decisión del papa Calixto II en la primera mitad del siglo XII, que asignó la sede de Viviers a la provincia eclesiástica de la arquidiócesis de Vienne.
Su territorio correspondía a la parte de Vivarés ubicada al sur del río Eyrieux. Las parroquias de Vivarés entre el río Eyrieux y el río Doux dependían de la diócesis de Valence y las ubicadas al norte del río Doux quedaron bajo la arquidiócesis de Vienne. Este estado permaneció hasta la Revolución francesa, que amplió el territorio diocesano a todo el nuevo departamento de Ardèche que corresponde aproximadamente al del antiguo Vivarés.
Charles de La Font de Savine, obispo de Viviers de 1778 a 1793, fue uno de los cuatro obispos que prestó juramento a la Constitución.
Tras el concordato de 1801 con la bula Qui Christi Domini del papa Pío VII del 29 de noviembre de 1801, la diócesis fue suprimida y su territorio se fusionó con el de la diócesis de Mende.
En junio de 1817 se estipuló un nuevo concordato entre la Santa Sede y el gobierno francés, al que siguió el 27 de julio la bula Commissa divinitus, con la que el papa restauró la sede de Viviers. Sin embargo, dado que el concordato no entró en vigor al no ser ratificado por el Parlamento de París, esta decisión no tuvo efecto.
El 6 de octubre de 1822 la diócesis fue restablecida definitivamente con la bula Paternae charitatis del papa Pío VII y desde entonces incluye casi todo el territorio de la antigua diócesis de Viviers así como partes de las diócesis de Valence, Vienne, Le-Puy y Uzès y se convirtió en sufragánea de la arquidiócesis de Aviñón.
En 1901, Charles de Foucauld fue ordenado sacerdote en la capilla del seminario de Viviers. Fue beatificado por el papa Benedicto XVI en 2005.
El 8 de diciembre de 2002 la diócesis volvió a formar parte de la provincia eclesiástica de la arquidiócesis de Lyon.
En 2003 se revisó completamente la organización territorial y se redujo a 24 el número de parroquias, que en 2000 ascendía a 368.

## Estadísticas
Según el Anuario Pontificio 2023 la diócesis tenía a fines de 2022 un total de 284 000 fieles bautizados.
| Año                                                                             | Población            | Población | Población      | Sacerdotes | Sacerdotes    | Sacerdotes    | Bautizados por sacerdote | Diáconos permanentes | Religiosos | Religiosos | Parroquias |
| Año                                                                             | Bautizados católicos | Total     | % de católicos | Total      | Clero secular | Clero regular | Bautizados por sacerdote | Diáconos permanentes | Varones    | Mujeres    | Parroquias |
| ------------------------------------------------------------------------------- | -------------------- | --------- | -------------- | ---------- | ------------- | ------------- | ------------------------ | -------------------- | ---------- | ---------- | ---------- |
| 1950                                                                            | 220 000              | 248 000   | 88.7           | 497        | 467           | 30            | 442                      |                      | 86         | 1600       | 372        |
| 1969                                                                            | 220 000              | 257 927   | 85.3           | 411        | 378           | 33            | 535                      |                      | 33         | 1950       | 202        |
| 1980                                                                            | 230 000              | 259 000   | 88.8           | 296        | 296           |               | 777                      |                      | 33         | 1163       | 372        |
| 1990                                                                            | 245 000              | 280 000   | 87.5           | 307        | 239           | 68            | 798                      | 3                    | 104        | 820        | 376        |
| 1999                                                                            | 257 000              | 285 700   | 90.0           | 220        | 175           | 45            | 1168                     | 7                    | 94         | 797        | 368        |
| 2000                                                                            | 259 000              | 288 000   | 89.9           | 215        | 172           | 43            | 1204                     | 7                    | 88         | 760        | 368        |
| 2001                                                                            | 261 000              | 290 000   | 90.0           | 207        | 163           | 44            | 1260                     | 7                    | 90         | 757        | 368        |
| 2002                                                                            | 257 423              | 286 023   | 90.0           | 199        | 152           | 47            | 1293                     | 7                    | 94         | 753        | 368        |
| 2003                                                                            | 250 000              | 286 000   | 87.4           | 190        | 145           | 45            | 1315                     | 7                    | 90         | 708        | 48         |
| 2004                                                                            | 250 000              | 286 000   | 87.4           | 177        | 135           | 42            | 1412                     | 7                    | 89         | 683        | 48         |
| 2005                                                                            | 251 000              | 287 100   | 87.4           | 173        | 133           | 40            | 1450                     | 7                    | 91         | 672        | 24         |
| 2010                                                                            | 281 220              | 316 221   | 88.9           | 139        | 103           | 36            | 2023                     | 15                   | 65         | 569        | 24         |
| 2014                                                                            | 285 000              | 327 072   | 87.1           | 142        | 98            | 44            | 2007                     | 15                   | 85         | 506        | 24         |
| 2017                                                                            | 285 154              | 327 000   | 87.2           | 112        | 99            | 13            | 2546                     | 18                   | 51         | 367        | 24         |
| 2020                                                                            | 281 185              | 323 200   | 87.0           | 109        | 81            | 28            | 2579                     | 19                   | 59         | 335        | 24         |
| 2022                                                                            | 284 000              | 326 606   | 87.0           | 105        | 79            | 26            | 2704                     | 20                   | 59         | 279        | 23         |
| Fuente: Catholic-Hierarchy, que a su vez toma los datos del Anuario Pontificio. |                      |           |                |            |               |               |                          |                      |            |            |            |

## Galería de imágenes

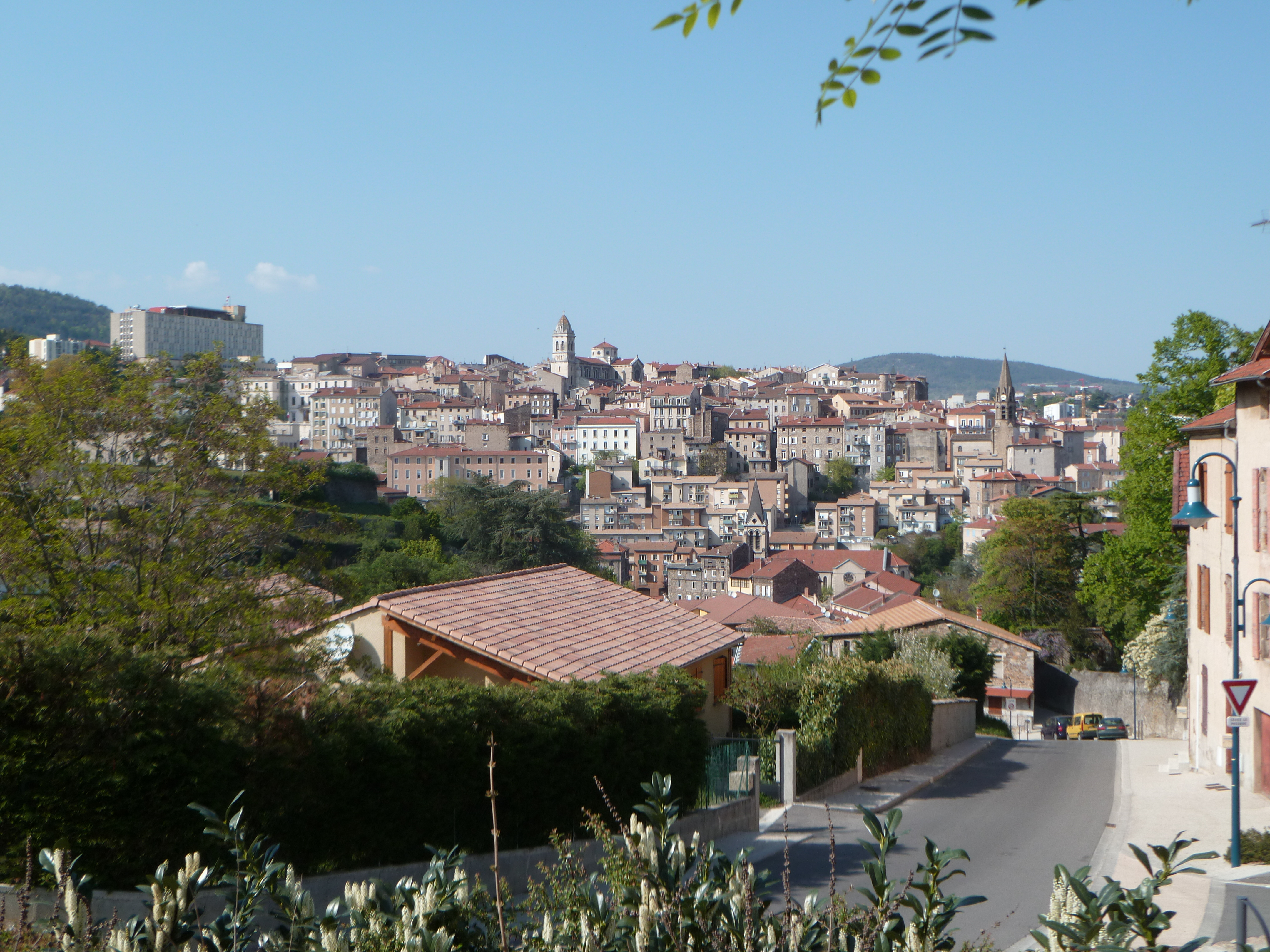
Annonay
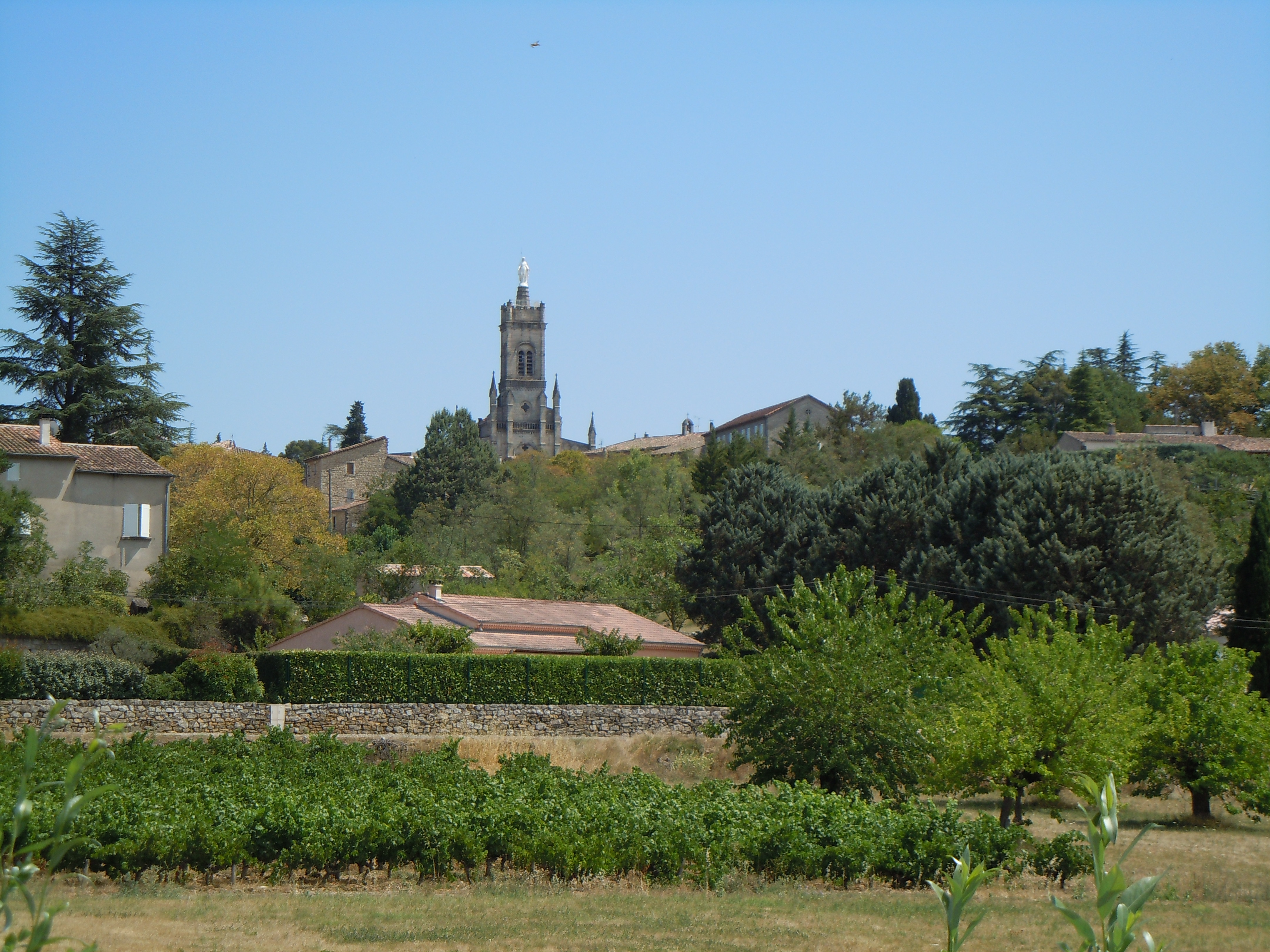
Lablachère
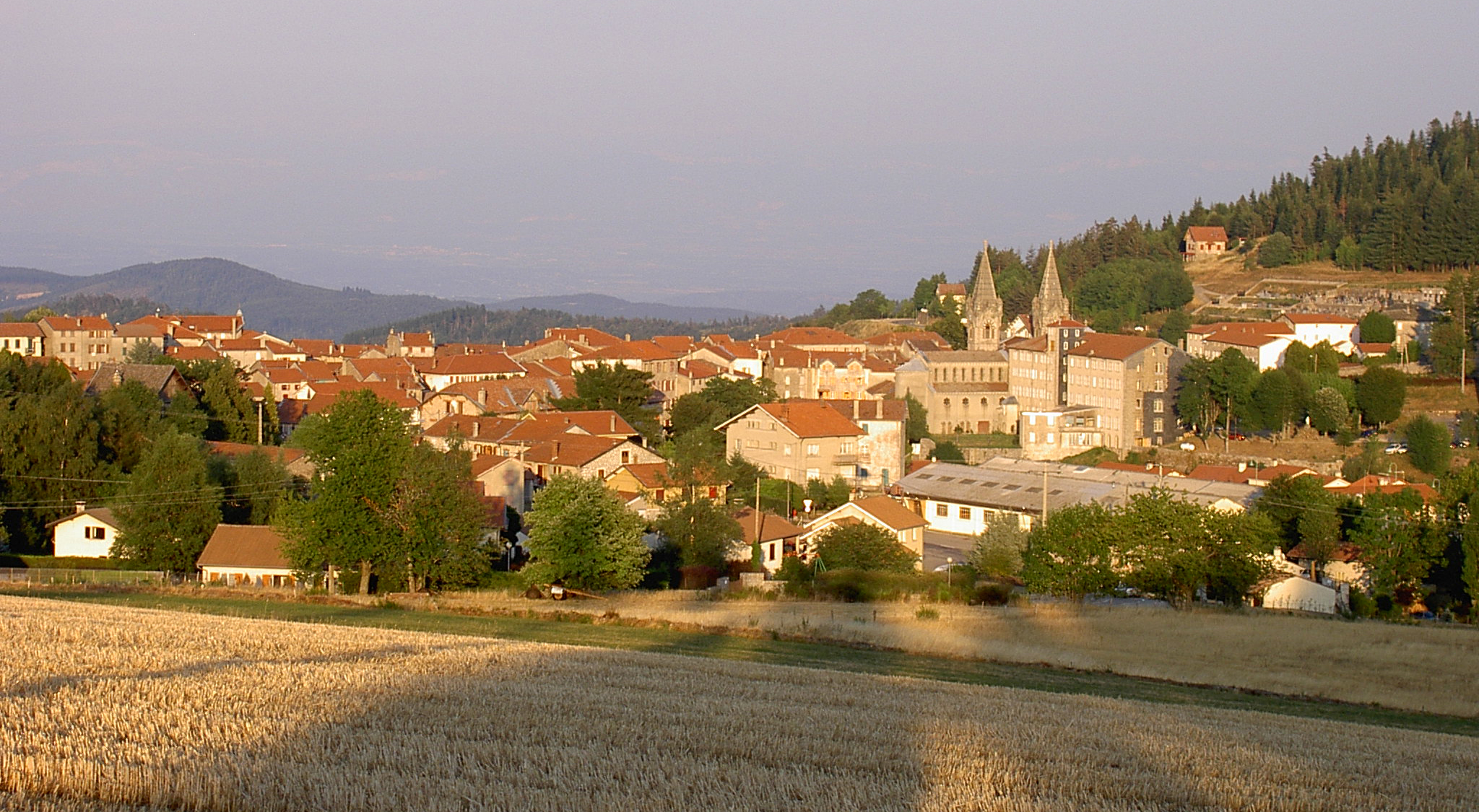
Lalouvesc
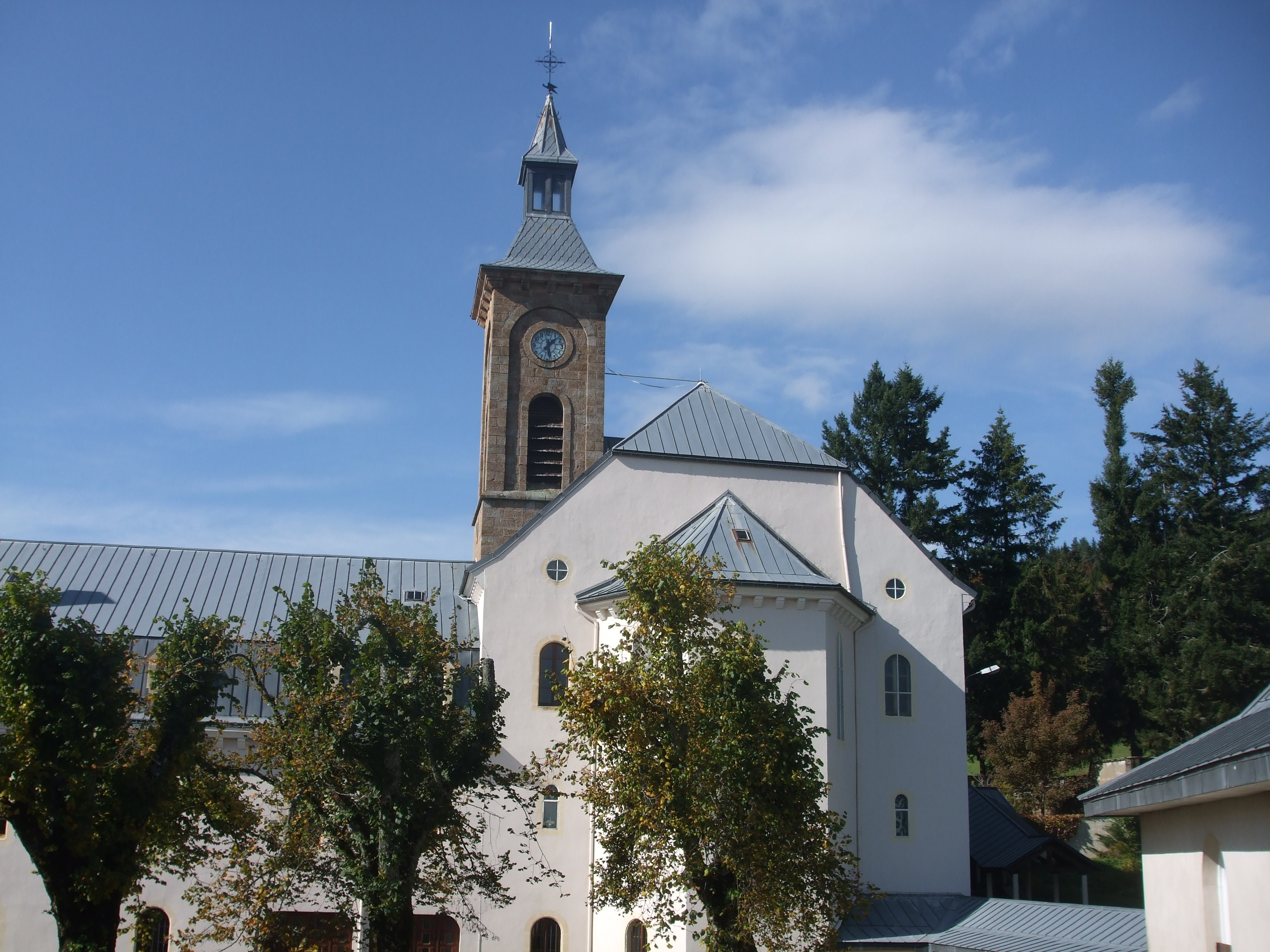
Saint-Laurent-les-Bains
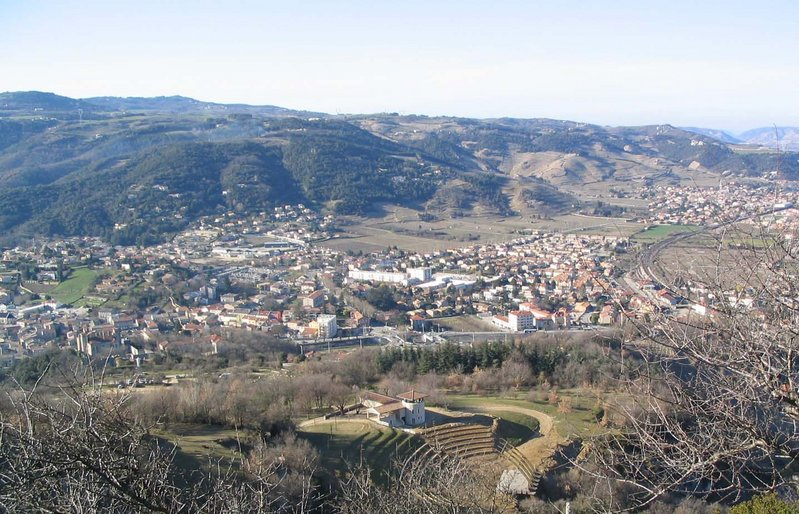
Saint-Péray
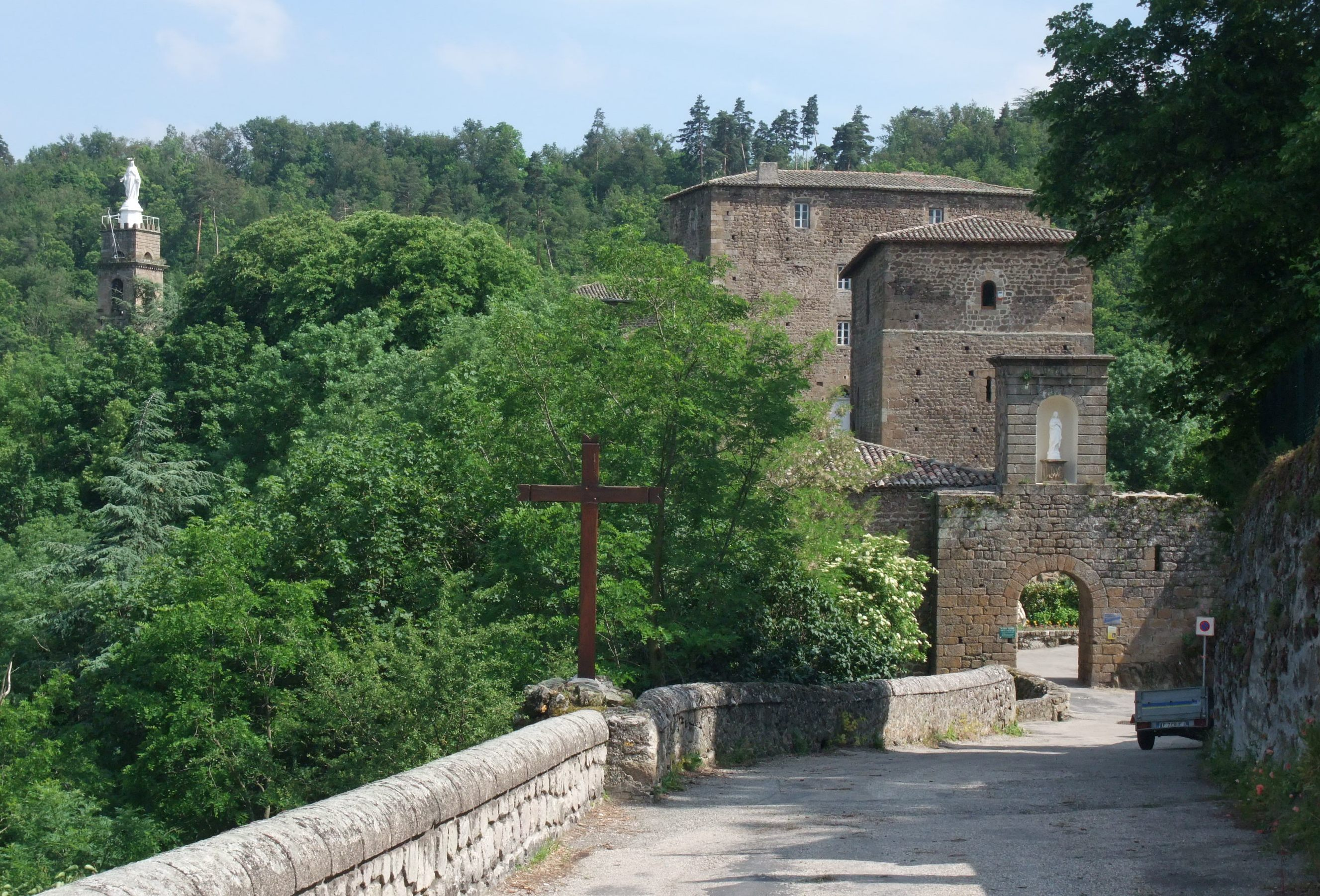
Saint-Romain-d'Ay
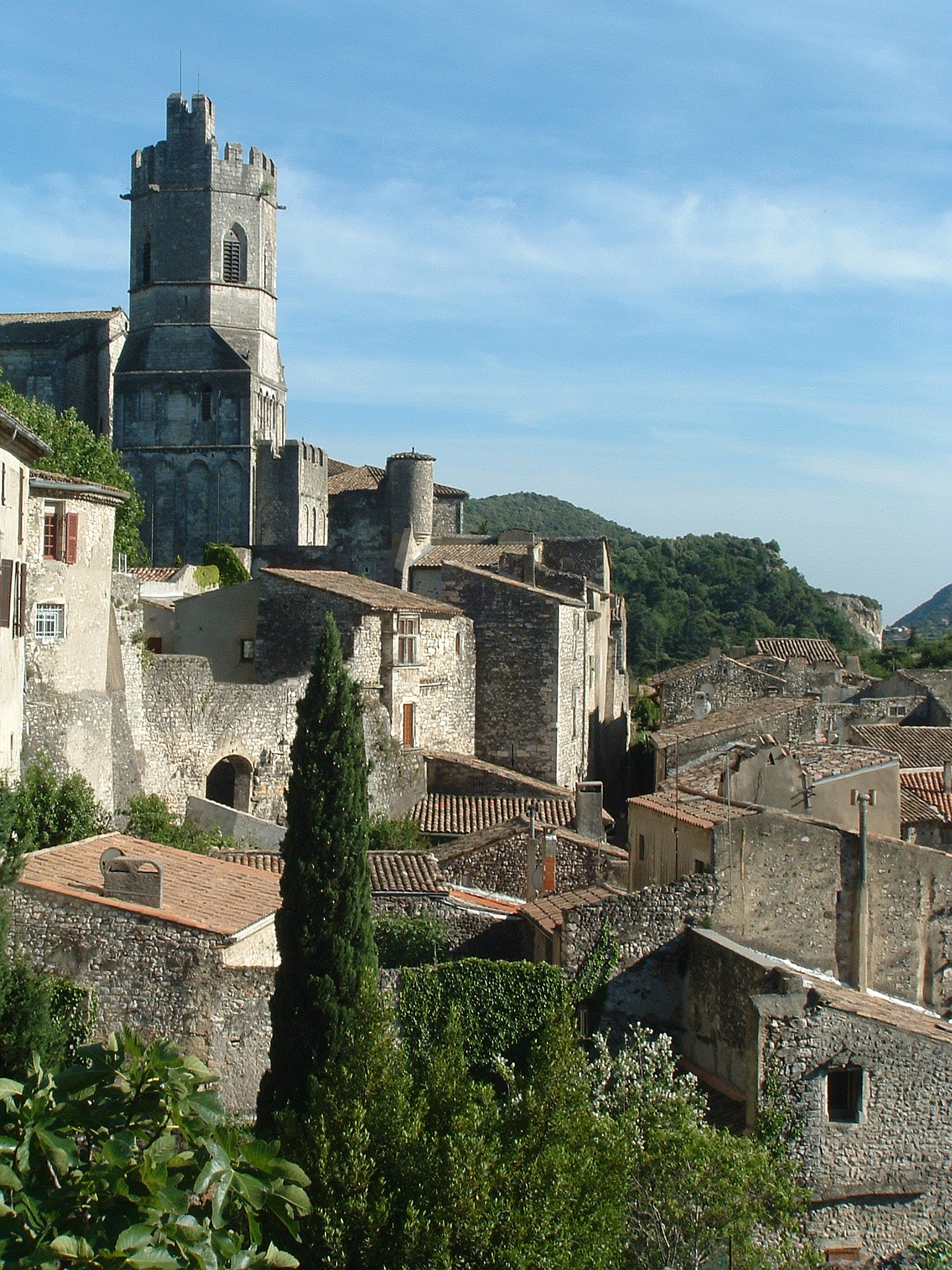
Viviers